# Mathias Hauzeur

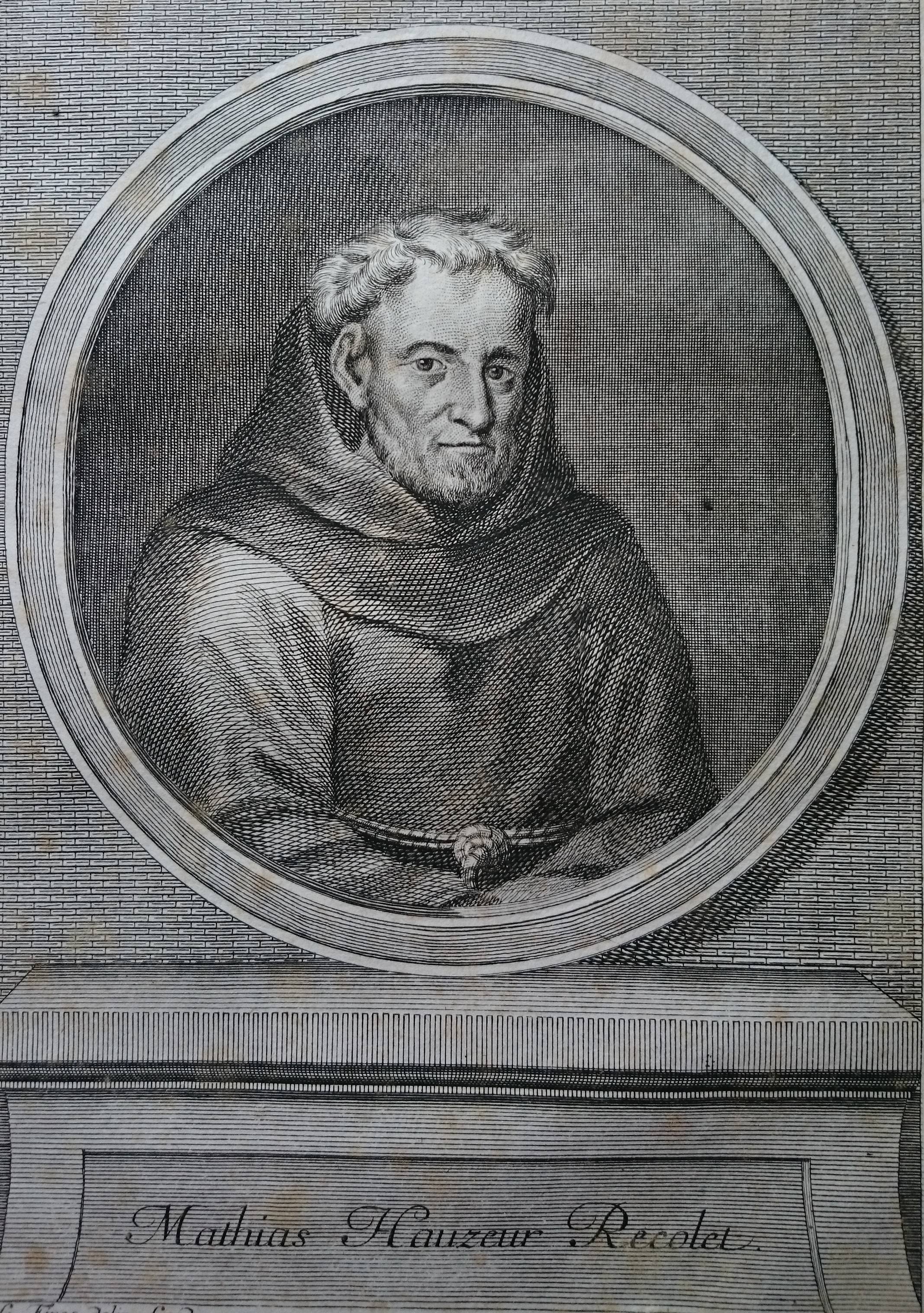
Mathias Hauzeur Recolet (gravura de um retrato antigo).

Mathias Hauzeur (1589 em Verviers – 12 de novembro de 1676 em Liège) foi um teólogo franciscano belga.

## Vida
Foi por muitos anos professor de teologia. Ele foi um escritor prolífico e deixou vinte obras, enquanto, como um polêmico entusiasta, alcançou grande celebridade em conseqüência de sua disputa com o pregador calvinista Gabriel Hotton, que continuou de 19 a 22 de abril de 1633, e foi levado por Hauzeur para tal conclusão que os católicos de toda a vizinhança acenderam fogueiras para celebrar seu triunfo.

## Obras
Ele descreve esta controvérsia em seu "Accusation et convicção du Sieur Hotton" (Liège, 1633), publicado também em latim sob o título "Conferentia publica inter M. Hauzeur et G. Hotton" (Liège, 1633). Outras obras importantes de Hauzeur são:
- "Exorcismes catholiques du maling esprit hérétique etc." (Liège, 1634), dirigido contra o mesmo adversário;
- "Equulcus ecclesiasticus, aculeatus exorcismis XXIII etc." (Liège, 1635), contra o calvinista Samuel des Maretz;
- "Praejudicia augustissima D. Augustini pro verâ Christi Ecclesiâ" (Liège, 1634) da qual publicou uma sinopse em francês.

Ele então combinou as três últimas obras incluindo no novo volume o "Livre de ce grand Docteur S. Augustine du soing qu'il faut porter pour les morts" (Liège, 1636). Ele também publicou uma tradução flamenga de "De utilitate credendi" de Agostinho (Liège, 1636), mas seus escritos contra o jansenismo permaneceram inéditos.
Suas principais obras foram, "Anatomia totius Augustissimae Doctrinae S. Augustini, secundum Literam ... et spiritum" (2 vols., Augustae Eburonum 1643-45) e "Collatio Totius Theologiae inter Maiores nostros Alexandrum Halensem, S. Bonaventuram, Fr. Joannem Druns Scotum, ad mentem S. Augustini" (2 vols., Liège e Namur, 1652). Esta obra é na verdade um comentário ao segundo, terceiro e quarto livros das “ Sentenças ”. Como a maioria das obras de Hauzeur, foi publicado na imprensa privada dos franciscanos. Em resposta ao " Annales Ord. Min. Capucci". Hauzeur escreveu a "Apologia Analogica pro vero ordine et sucessore S. Francisci" (Aug. Eburorum, 1650 e 1653).